# Ryan O'Neal
Ryan O'Neal, celým jménem Charles Patrick Ryan O'Neal, (20. dubna 1941 Los Angeles, Kalifornie, USA – 8. prosince 2023) byl americký herec, otec herečky Tatum O'Nealové, herce Griffina O'Neala a Redmonda (s herečkou Farrah Fawcettovou).

## Život
Ryan O'Neal pocházel z umělecké rodiny, jeho otcem byl scenárista Charles O'Neal, matka herečka Patricie Callaghanová. V mládí se aktivně věnoval boxu a pracoval jako plavčík. Jeho rodina velmi často cestovala, při jedné z cest po Evropě se uplatnil i jako filmový kaskadér v německém televizním seriálu Pověsti Vikingů z roku 1959. Po návratu do USA studoval herectví v Hollywoodu a zároveň jezdil jako řidič s nákladním automobilem a dělal hlídače. Svoji uměleckou dráhu zahájil v amerických televizních westernových seriálech. První úspěch se dostavil v telenovele Peyton Place z roku 1964, kde si zahrál s Miou Farrowovou.
První velká filmová role se dostavila v roce 1970, kdy díky svému atraktivnímu zevnějšku vyhrál casting do filmu Love Story z roku 1970, a posléze mu vynesla nominaci na Oscara.
Poté následovala řada komediálních snímků, kde hrál jak po boku své dcery, tak i s Barbrou Streisandovou ve snímcích Co dál, doktore? nebo Žena v ringu. Díky své sportovní průpravě se prosadil i v akčních filmech jako je např. snímek Zelený led.